# Tina Stowell, Baroness Stowell of Beeston

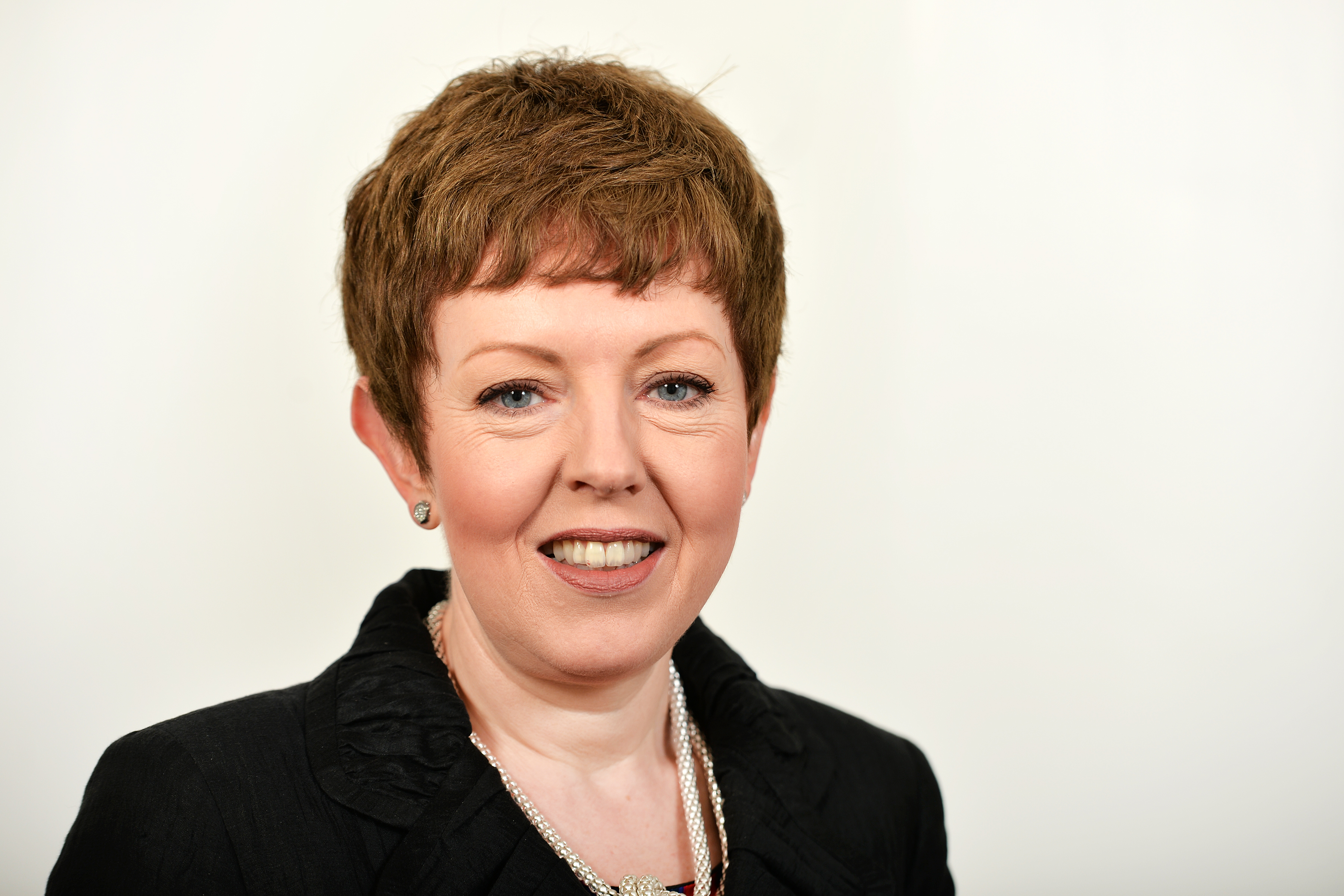
Tina Stowell, Baroness Stowell of Beeston, 2015

Tina Wendy Stowell, Baroness Stowell of Beeston MBE PC (* 2. Juli 1967 in Nottingham) ist eine britische Politikerin der Konservativen Partei, die seit 2011 als Life Peeress Mitglied des House of Lords ist.

## Leben
Nach dem Schulbesuch arbeitete Tina Stowell zwischen 1986 und 1988 im Verteidigungsministerium und im Anschluss bis 1991 an der Botschaft in den USA, ehe sie von 1991 bis 1996 Mitarbeiterin im Pressebüro von 10 Downing Street, dem Amtssitz von Premierminister John Major. Für ihre dortigen Verdienste wurde sie 1996 Mitglied des Order of the British Empire.
Anschließend war sie zunächst von 1996 bis 1998 Mitarbeiterin in verschiedenen Unternehmen der Privatwirtschaft wie zum Beispiel von Paradine Productions and Granada Media sowie danach von 1998 bis 2001 stellvertretende Stabschefin von William Hague, der zu dieser Zeit Führer der Conservative Party sowie der Opposition im House of Commons.
2001 wechselte sie zur British Broadcasting Corporation (BBC), wo sie zunächst stellvertretende Sekretärin und danach zwischen 2003 und 2008 Leiterin für Kommunikation des Vorsitzenden und des BBC Board of Governors, ehe sie im Anschluss von 2008 bis 2010 Leiterin für Unternehmensangelegenheiten der BBC war. Zuletzt gründete sie 2010 ein eigenes Unternehmen für Kommunikationsberatung mit dem Namen Tina Stowell Associates.
Durch ein Letters Patent vom 10. Januar 2011 wurde Tina Stowell als Life Peeress mit dem Titel Baroness Stowell of Beeston, of Beeston in the County of Nottinghamshire, in den Adelsstand erhoben. Kurz darauf erfolgte am 12. Januar 2011 ihre Einführung (Introduction) als Mitglied des House of Lords. Dort wurde sie Parlamentarische Geschäftsführerin (Whip) der konservativen Regierungsfraktion mit dem Titel einer Baroness-in-Waiting to HM The Queen.
Zugleich war sie zwischen 2011 und 2012 Sprecherin der Regierungsfraktion für Energie und Klimawandel sowie für Internationale Entwicklung und ist ferner seit 2011 Sprecherin für das Home Office, das Innenministerium Großbritanniens. Seit 2012 ist sie in der Fraktion der Tories zudem Sprecherin für Kultur, Medien und Sport, Nordirland, Frauen und Gleichstellung sowie für Arbeit und Pensionen.